# Bella calamidades
Bella calamidades est une telenovela américaine-colombienne diffusée entre le 24 mars 2010 et le 23 novembre 2010 sur Telemundo (États-Unis) et Caracol Televisión (Colombie).

## Acteurs et personnages
| Acteur / Actrice        | Personnage                                     |
| ----------------------- | ---------------------------------------------- |
| Danna García            | Dolores "Lola" Carrero Barraza de Machado      |
| Segundo Cernadas        | Marcelo Machado Cardona / Sr. Asdrúbal Machado |
| Adriana Campos          | Priscila Cardona Barbosa                       |
| María Elena Döering     | Lorenza Cardona vda. de Machado                |
| Katie Barberi           | Silvana Barbosa vda. de Cardona                |
| Gustavo Angarita        | Aquiles Barraza                                |
| Diana Quijano           | Regina vda. de Galeano                         |
| Tiberio Cruz            | Romano Galeano / Sr. Manuel Rosendo Galeano    |
| Pablo Azar              | Renato Galeano                                 |
| Jonathan Islas          | Ricardo Galeano                                |
| Santiago Gómez          | René Galeano                                   |
| Ilja Rosendahl          | Rudy Walpole                                   |
| Daniela Tapia           | Nicolasa Fragoso                               |
| Rosemary Bohórquez      | Virginia Vidal                                 |
| Claudia Rocío Mora      | Juana Palomino                                 |
| Gary Forero             | Fabián Poncela                                 |
| Mimi Morales            | Esperanza Capurro                              |
| Herbert King            | Elias Romero                                   |
| Pedro Roda              | Pablo Ávila                                    |
| Rodolfo Valdés          | Nacho Mendoza                                  |
| Joseph Abadia           | Ovidio                                         |
| Lina Restrepo           | Felisa                                         |
| Alejandra Miranda       | Martha Carrero                                 |
| Leonardo Acosta         | José Carrero                                   |
| Luis Fernando Bohórquez | Samuel                                         |
| Ricardo Saldarriaga     | Padre Cayetano                                 |
| Ximena Duque            | Angelina                                       |
| Tirza Pacheco           | Custodia                                       |
| Vilma Vera              | Pánfila                                        |
| Rey Vásquez             | Don Teodoro                                    |
| María Margarita Giraldo | Agapita                                        |
| Didier van der Hove     | Javier Canal                                   |
| Sasha Valentina Molina  | Lola Carrero (jeune)                           |
| Javier Cabrera          | Policía Gutiérrez                              |
| Juan Carlos Garcia      | Luis                                           |
| Cristina Torres         | Jenny                                          |

## Diffusion internationale
- Caracol Televisión (2010)
- Telemundo (2010 / 2013)
- Televen
- Ecuavisa[1]
- TVN et Telemix Internacional
- Televisiete
- ATV
- Teletica
- La 1 (2010) / Nova (2012-2013)
- bTV
- RTL Televizija / RTL 2
- RTV Pink / KCN 3
- Pink BH
- Pink M
- Pink SI
- Televicentro
- Unitel
- TCS
- Telesistema 11
- Sigma TV
- Imedi TV
- SNT
- LNK
- Monte Carlo TV
- Canal 9
- Shant TV
- Farsi 1
- Mnogo TV / VKT
- Acasă
- VBC
- TV3 (Malaisie)
- HTV
- NTV Kenya
- LNT
- Sharqiya Drama
- OTV
- Dubai One
- TV3
- Gala TV
- GMA Network (2013) ABS-CBN (chaîne de télévision)
- KBS1 KBS2 KBS World (chaîne de télévision)

## Autres versions
- Lola calamidades (Cadena Uno, 1987-1988)
- Lola calamidades (Ecuavisa, 1992)
- Dulce ave negra (Cadena Uno, 1993-1994)
- Mi adorable maldición (Televisa, 2017)

### Sources
- (es) Cet article est partiellement ou en totalité issu de l’article de Wikipédia en espagnol intitulé « Bella calamidades » (voir la liste des auteurs).